# Jajko Kolumba

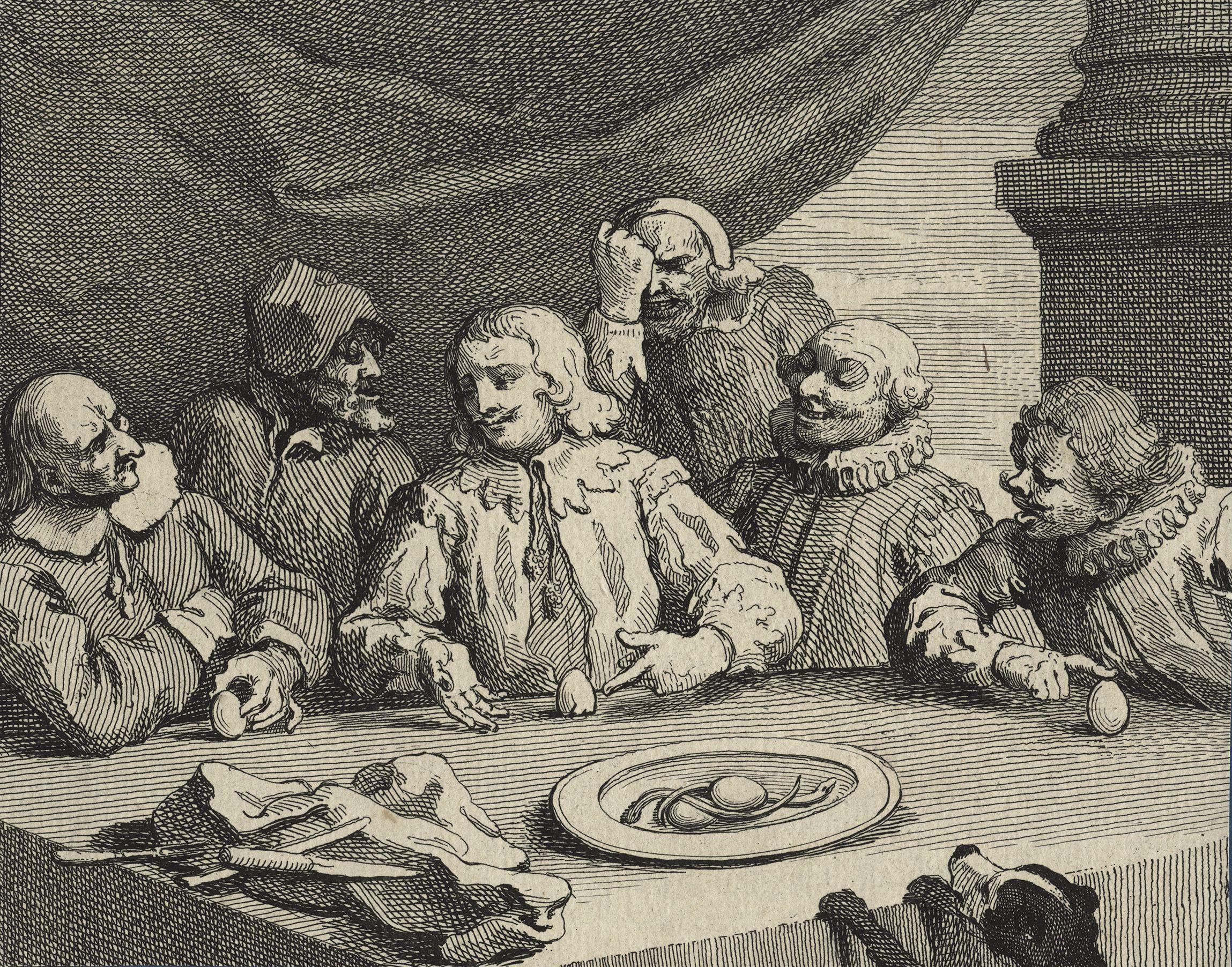
Kolumb z jajkiem na obrazie Williama Hogartha

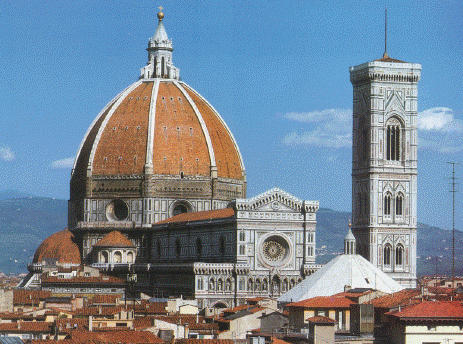
Kopuła Brunelleschiego we Florencji

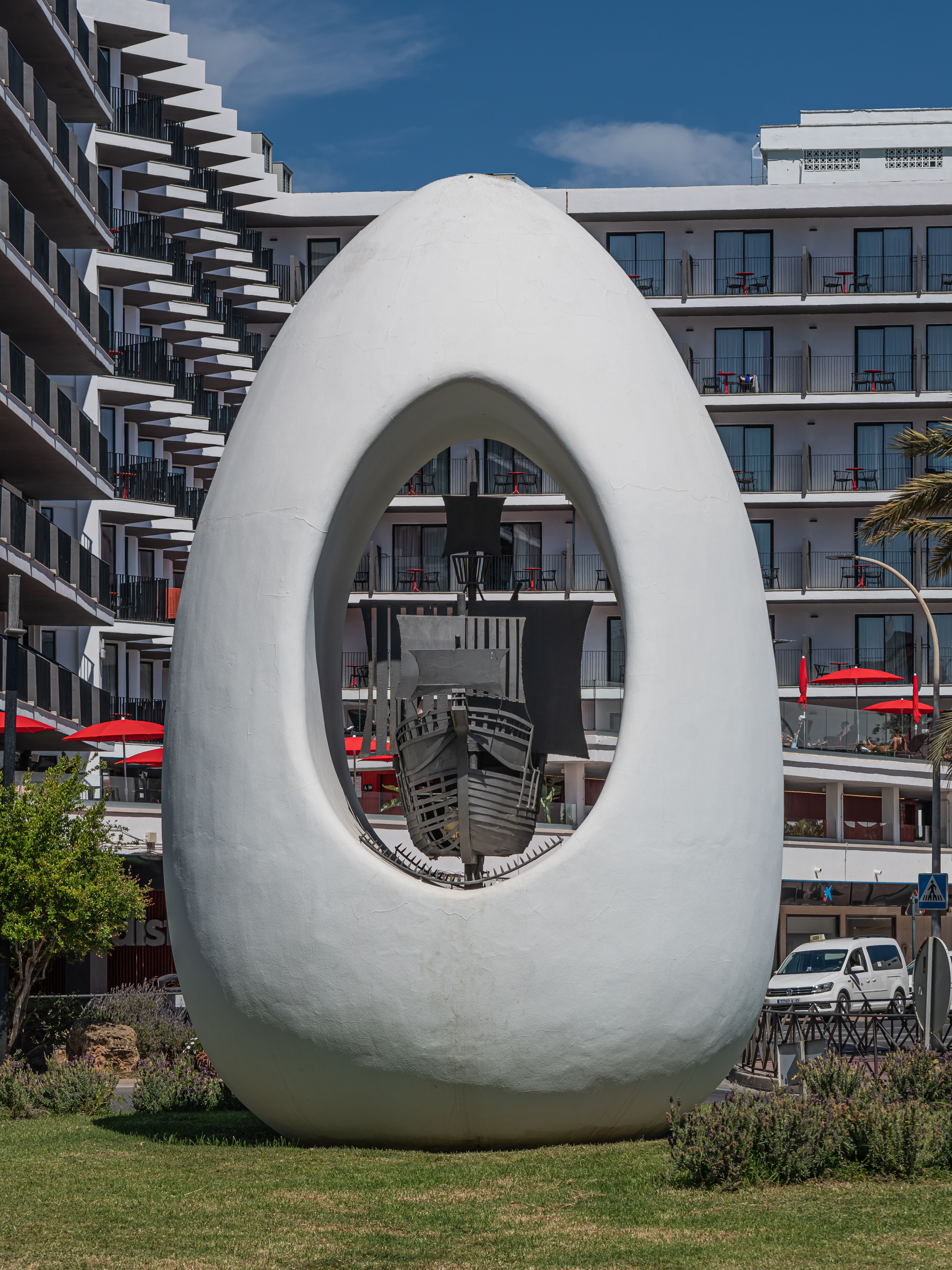
Pomnik jajka Kolumba na Ibizie

Jajko Kolumba – określenie prostego rozwiązania pozornie trudnego zagadnienia. Wzięło się ono z historii przypisywanej Krzysztofowi Kolumbowi, który miał rzekomo rozwiązać zagadkę, jak ustawić jajko w pionie.
Jest to przeróbka starohiszpańskiego wyrażenia ludowego, które można przetłumaczyć jako „Jaśkowe jajko”. Według starej hiszpańskiej opowiastki ludowej głupi Jasio miał postawić jajko na sztorc na jaspisowym blacie (nadtłukując wprawdzie skorupkę), czego nie umieli dokonać mędrcy. Nawiązanie do tej opowiastki ma miejsce w komedii Calderona La dama duende (Dama-chochlik) z 1629 roku.
Ludowa legenda została przerobiona w 1550 roku przez włoskiego architekta Vasariego na anegdotę o Brunelleschim i kopule katedry florenckiej. Na zaprojektowanie dachu katedry ogłoszono konkurs. Architekt postawił jajko na stole, jako model kopuły, którą zamierzał zbudować. Projekt ten jednak był tak śmiały, że początkowo wzbudził śmiech. W końcu powierzono mu budowę kopuły, która potem z racji rozmiarów (42 m rozpiętości) wzbudziła sensację.
W 1565 roku historia ta została wykorzystana przez Benzoniego w Historii Nowego Świata jako anegdota o Kolumbie. Autor przyznaje jednak, że zna ją tylko ze słyszenia. Według niej postawienie jajka na sztorc zlecił Kolumbowi żartem kardynał Mendoz na przyjęciu wydanym na cześć żeglarza. Według innej wersji legendy to Kolumb był autorem samej zagadki. Na obiedzie, podczas którego inni goście, zazdrośni o sukcesy Kolumba, próbowali zdyskredytować jego odkrycia, twierdząc, że przepłynięcie przez ocean to najprostsza rzecz na świecie, Kolumb spytał, kto z nich potrafi postawić jajko w pionie. Kiedy nikomu się nie udało, Kolumb dokonał tego nadtłukując lekko skorupkę, na co nikt przed nim nie wpadł. Zapytał ich wtedy, czy jest coś prostszego od tego, o czym przed chwilą mówili, że jest niemożliwe. Każdy potrafi to zrobić, po tym, jak mu pokazano jak – powiedział Kolumb.
Pomnik jajka Kolumba znajduje się w mieście Sant Antoni de Portmany na Ibizie.

## „Jajko Kolumba” Tesli
Nikola Tesla w 1893 roku na World’s Columbian Exposition zademonstrował swój przyrząd znany jako „jajko Kolumba”. Jajko zostało użyte do wyjaśnienia podstaw modelu wirującego pola magnetycznego i silnika elektrycznego.
Do wprawienia jajka w ruch obrotowy Nikola Tesla posłużył się wirującym polem magnetycznym pochodzącym od zasilanych dwufazowym prądem przemiennym czterech cewek nawiniętych na żelaznym rdzeniu toroidalnym i znajdujących się pod blatem, na którym ustawione zostało miedziane jajko. Po włączeniu zasilania, płynący przez cewki prąd spowodował, że jajko zaczęło obracać się z dużą prędkością, a następnie podniosło się obracając się wokół głównej osi.
Replika urządzenia jest wystawiana w Muzeum Nikoli Tesli w Belgradzie i w Muzeum Techniki w Zagrzebiu.

## „obajaja Krzysztofa Kolumba”
Krzysztof Konopelski w 2012 roku wydał książkę pod tytułem „obajaja Krzysztofa Kolumba”, zawierającą wiersze i rysunki. „Szanta z jajem” opowiada o drugiej wyprawie (1493–1494) Krzysztofa Kolumba i pokazuje, jak wielki wpływ na załogę może mieć, przekazywana z ust do ust, anegdota o jajku Kolumba.